# Головний маршал роду військ
Головни́й ма́ршал ро́ду ві́йськ — група військових звань в Збройних силах СРСР: головний маршал артилерії, головний маршал авіації, головний маршал бронетанкових військ, головний маршал інженерних військ, головний маршал військ зв'язку, а також в арміях деяких країн.

## Історія створення військового звання
Звання маршала родів військ (авіації, артилерії, бронетанкових військ, інженерних військах та військах зв'язку) були введені указом Президії Верховної Ради СРСР 9 жовтня 1943 року. Було проміжним військовим званням між маршал роду військ та Маршал Радянського Союзу.
Звання Головного маршала роду військ мали 4 артилеристи, 7 авіаторів та 2 танкісти. У інженерних військах і військах зв'язку ці звання ніколи не присвоювалися.
З 1984 року залишені тільки звання головний маршал артилерії і головний маршал авіації; решта були скасовані. Але й ці два звання, що залишилися, після 1984 року фактично не присвоювалися. Формально скасовані в 1993 році. Останній носій цього звання, головний маршал авіації Б.П.Бугаєв, помер 13 січня 2007 року.

Погони головних маршалів роду військ СРСР, 1955 р.
авіації
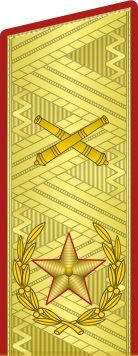
артилерії
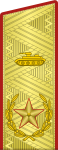
бронетанкових військ
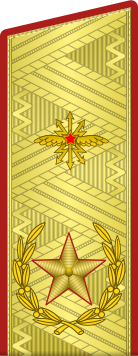
військ зв'язку
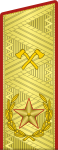
інженерних військ

## Список Головних маршалів родів військ

### Головні маршали авіації
1. Новиков Олександр Олександрович (21 лютого 1944, позбавлений звання 11 травня 1946, відновлений 1953)
2. Голованов Олександр Євгенович (19 серпня 1944)
3. Жигарєв Павло Федорович (11 березня 1955)
4. Вершинін Костянтин Андрійович (8 травня 1959)
5. Кутахов Павло Степанович (3 листопада 1972)
6. Бугаєв Борис Павлович (28 жовтня 1977)
7. Колдунов Олександр Іванович (31 жовтня 1984)

### Головні маршали артилерії
1. Воронов Микола Миколайович (21 лютого 1944)
2. Нєдєлін Митрофан Іванович (8 травня 1959)
3. Варенцов Сергій Сергійович (6 травня 1961, позбавлений звання 13 березня 1963)
4. Толубко Володимир Федорович (25 березня 1983)

### Головні маршали бронетанкових військ
1. Ротмістров Павло Олексійович  (28 квітня 1962)
2. Бабаджанян Амазасп Хачатурович  (29 квітня 1975)